# Acron (lessive)
Pour les articles homonymes, voir Acron (homonymie).
Acron (japonais : アクロン) est une marque de lessive japonaise lancée en 1963 et appartenant au groupe Lion Corporation. C'est une lessive liquide spécialement conçue pour la laine et les tissus délicats.